# Rimae Alphonsus

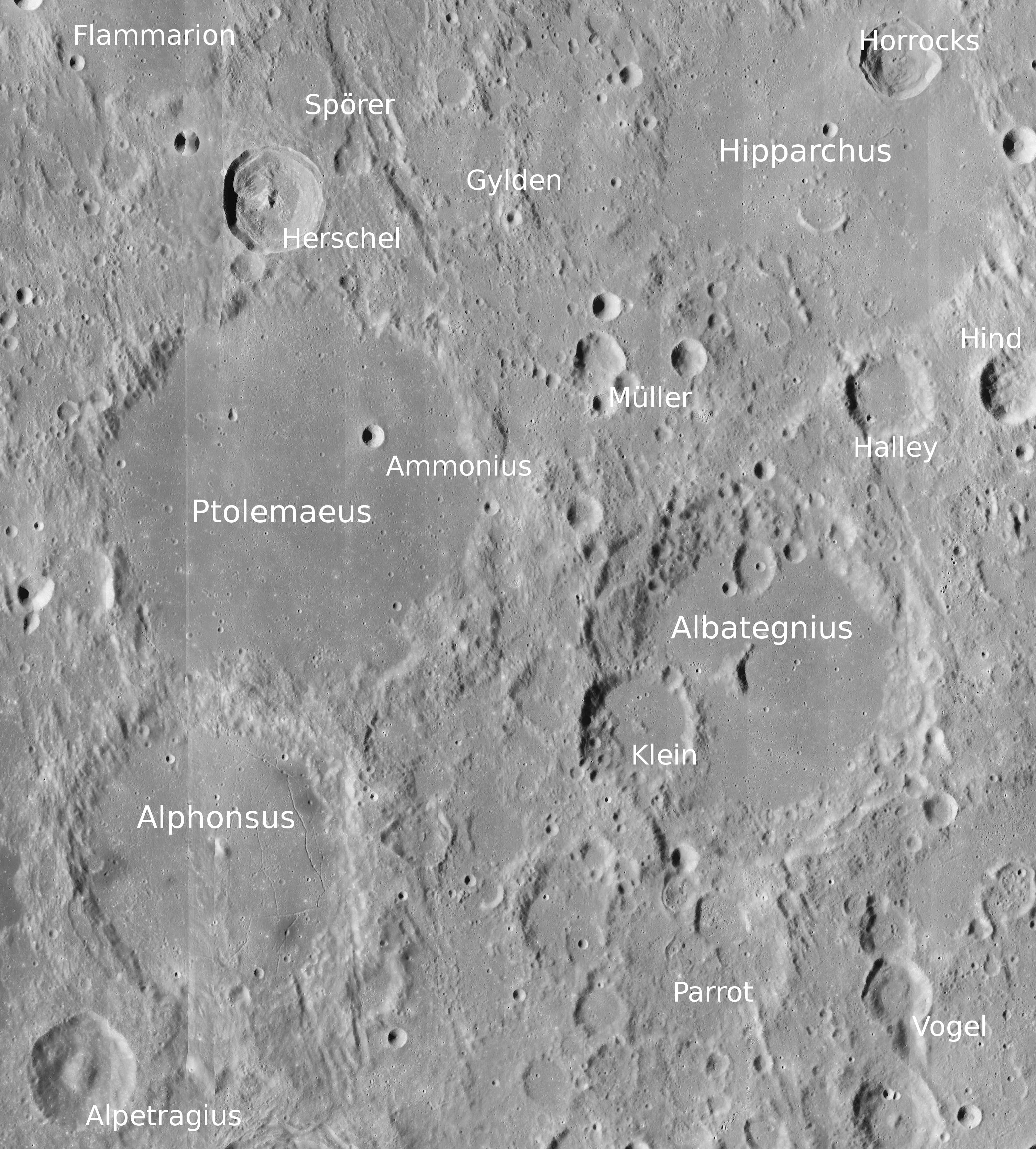
Kráter Alphonsus se soustavou brázd v levé dolní části snímku.

Rimae Alphonsus je soustava měsíčních brázd nacházející se ve východní části kráteru Alphonsus (podle něhož získala své jméno) poblíž nultého poledníku na přivrácené straně Měsíce. Střední selenografické souřadnice jsou 13,4° J, 1,9° Z. Blízko brázd na dně kráteru dopadla v roce 1965 americká sonda Ranger 9.